# Ackerman (Mississippi)
Ackerman é uma cidade  localizada no estado americano de Mississippi, no Condado de Choctaw.

## Demografia
Segundo o censo americano de 2000, a sua população era de 1696 habitantes.
Em 2006, foi estimada uma população de 1593, um decréscimo de 103 (-6.1%).

## Geografia
De acordo com o United States Census Bureau tem uma área de
5,8 km², dos quais 5,8 km² cobertos por terra e 0,0 km² cobertos por água. Ackerman localiza-se a aproximadamente 168 m acima do nível do mar.

## Localidades na vizinhança
O diagrama seguinte representa as localidades num raio de 24 km ao redor de Ackerman.